# Alpha Micro 1000 Series
Alpha Micro 1000 Series (1000 Series) је професионални рачунар, производ фирме Alpha Micro који је почео да се израђује у САД током 1982. године.
Користио је 68000 као централни микропроцесор а RAM меморија рачунара 1000 Series је имала капацитет од од 128 KB до 8 MB. 
Као оперативни систем кориштен је AMOS, PICK.

## Детаљни подаци
Детаљнији подаци о рачунару 1000 Series су дати у табели испод.
|                       |                           |
| [ 1 ]                 |                           |
| Произвођач            |                           |
| Тип                   | професионални рачунар     |
| Меморија              | од 128 до 8 MB            |
| Поријекло             | Сједињене Америчке Државе |
| Година                | 1982                      |
| Тастатура             | серијски видео терминал   |
| Процесор              |                           |
| Фреквенција процесора | непознато                 |
| RAM                   | од 128 до 8 MB            |
| ROM                   | непознато                 |
| Текст                 | 80 знакова x 25 линија    |
| Графика               | нема                      |
| Боја                  |                           |
| Звук                  | мали звучник              |
| Димензије             | непознато                 |
| Портови               |                           |
| Оперативни систем     |                           |